# Pigiopsis convergens
Pigiopsis convergens är en fjärilsart som beskrevs av W. Warren 1899. Pigiopsis convergens ingår i släktet Pigiopsis och familjen mätare. Inga underarter finns listade i Catalogue of Life.